# Karl August von Heigel
Karl August von Heigel,  född 25 mars 1835 i München, död 6 september 1905 i Riva del Garda, var en tysk författare. Han var bror till Karl Theodor von Heigel.
Heigel var verksam som tidningsman i Berlin och senare som dramaturg hos Ludvig II av Bayern. Han skrev noveller (Der Weg zum Himmel, 1887) och teaterstycken (Marfa, 1876, Die Zarin, 1898) samt biografiska arbeten om Karl Stieler (1891) och Ludvig II (1893).